# 巫术VII：失落的迦地亚
《巫術VII：失落的迦地亞》是一款由Sir-Tech制作和发行的电子角色扮演游戏。本游戏为巫术系列的第7作，游戏最初于1992年发行。
游戏以第一人称视角进行。队伍的角色并不是自动的，而是由玩家完全控制。
《電腦遊戲世界》在1993年提到本游戏是第一款令人感觉身临奇境的巫术游戏。